# Knut Rosensvärd
Knut Hjalmar Alexis Rosensvärd, till 1898 Pettersén, född den 13 januari 1865 i Karlskrona, död den 19 oktober 1944 i Motala, var en svensk sjömilitär. Han var son till Alexis Rosensvärd och far till Ivar Rosensvärd.
Rosensvärd blev underlöjtnant vid flottan 1886, löjtnant 1889 och kapten 1897. Han blev chef för torpeddepartementet vid flottans station i Karlskrona 1900 och vid flottans station i Stockholm 1907, därjämte lärare vid Sjökrigshögskolan samma år. Rosensvärd befordrades till kommendörkapten av andra graden 1908 och av första graden 1912. Han efterträdde sin bror som slussinspektör vid Göta kanal 1922. Rosensvärd invaldes som ledamot av Örlogsmannasällskapet 1898. Han blev riddare av Svärdsorden 1906. Rosensvärd vilar på Galärvarvskyrkogården i Stockholm.